# 蔡都街道
蔡都街道，是中华人民共和国河南省驻马店市上蔡县下辖的一个乡镇级行政单位。

## 行政区划
蔡都街道下辖以下地区：
老城社区、升仙桥社区、白云观社区、龙泉社区、石桥村、王庄村、申赵村、贾竹园村、吴桥村、井庄村、武庄村和二里庄村。